# 中国大连高级经理学院
中国大连高级经理学院（英語：China Business Executives Academy, Dalian）是经中共中央批准成立、国务院国有资产监督管理委员会管理的中共中央直属事业单位，主要培养中央企业、国家重点金融机构、各省属重点国有企业之高级经营管理人才和后备人才，前身是经过邓小平批准设立的中国工业科技管理大连培训中心。

## 历史
1980年，根据邓小平与美国卡特总统签署的中美教育合作协议，“中国工业科技管理大连培训中心”依托大连工学院（大连理工大学前身）成立，开启中国大陆工商管理教育之先河。
2003年1月，国家经贸委又在大连培训中心的基础上加挂“国家经贸委大连经理学院”牌子。
2003年2月，“中国工业科技管理大连培训中心”更名为“国家经贸委大连经理学院”，由国家经贸委负责管理。
2006年3月，改组为“中国大连高级经理学院”，改隶中共中央组织部。
2012年1月，改属国务院国有资产监督管理委员会。